# Scionomia praeditaria
Scionomia praeditaria är en fjärilsart som beskrevs av John Henry Leech 1897. Scionomia praeditaria ingår i släktet Scionomia och familjen mätare. Inga underarter finns listade.